# The Collaborators
The Collaborators é um filme de drama policial britânico de 2015 dirigido por Andrew Smith e Dan Ollerhead.